# Famille morphologique
Une famille morphologique est l'ensemble des mots partageant la même racine. Par exemple (vendre, vendeur, vendeuse, vente) est une famille morphologique.

## Famille morphologique en Traitement Automatique des Langues
La notion de famille morphologique est utile dans le cadre du traitement automatique de la langue où elle permet d'obtenir des correspondances sémantiques entre les mots qu'elle réunit et pouvant correspondre aux fonctions lexicales de la Théorie Sens-Texte.
Ces correspondances permettent de transformer un mot désignant une action (par exemple, le nom VENTE ou le verbe VENDRE), à l'agent de cette action (VENDEUR).
Dans le traitement du langage, les familles morphologiques servent de pis-aller à des connaissances sémantiques plus vastes et plus précises pour lesquelles il n'existe pas ou peu de ressources à la fois formalisées et couvrant largement le lexique.